# 錫內利尼科韋
錫內利尼科韋（烏克蘭語：Синельникове，羅馬化：Synelnykove，發音：[sɪˈnɛlʲnɪkowe] ⓘ），又按俄语名译为锡涅利尼科沃，是乌克兰第聂伯罗彼得罗夫斯克州锡内利尼科韦区锡内利尼科韦市镇内的城市，为该区及该市镇的行政中心（该市在2020年7月18日前为该州的州辖市，并不在该区的管辖范围内），市镇的范围与城市的范围相同。該市始建於19世纪初，面積23平方公里，海拔高度186米，2022年人口数量为29,651人。

## 图集

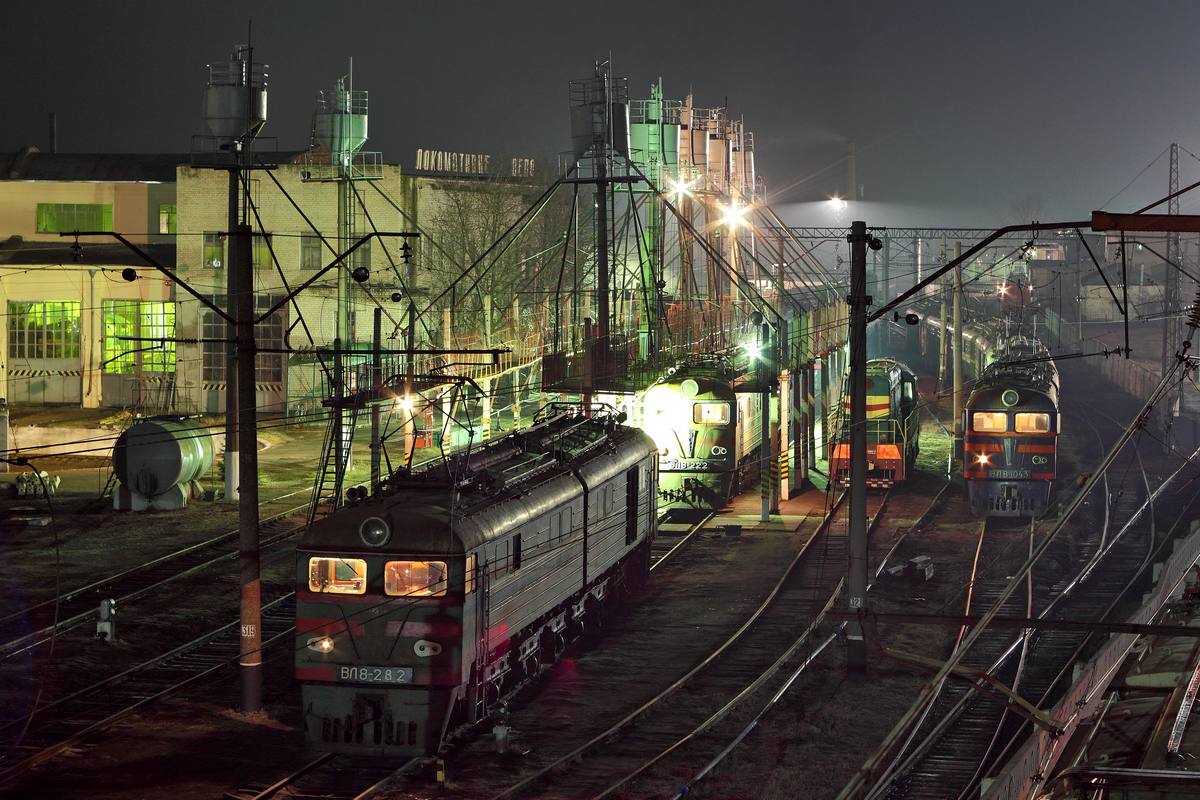
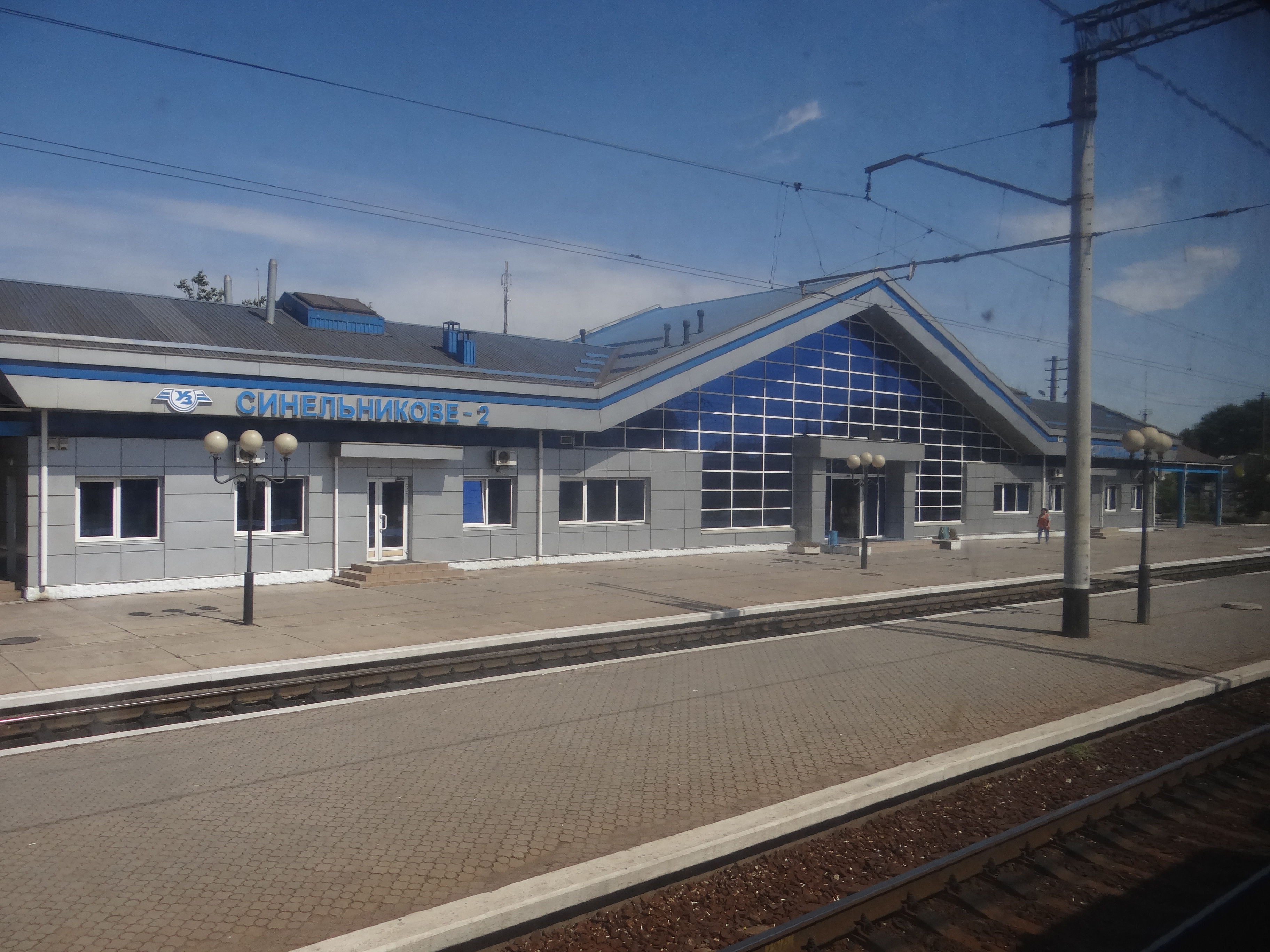
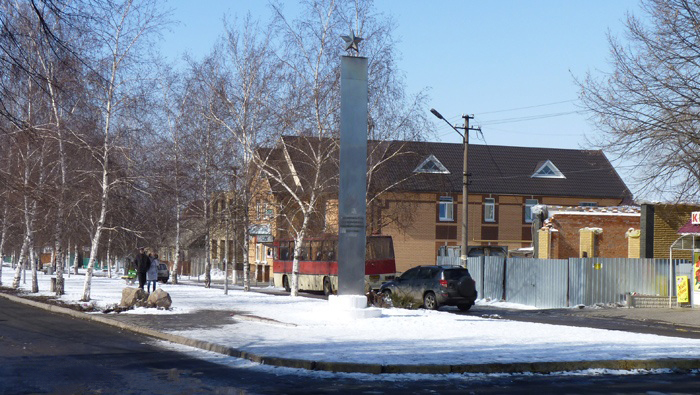

## 備注
1. ↑  俄語：

## 來源
1. ↑  . 北京: 中国地图出版社. 2003. ISBN 9787503127212.
2. ↑  . 北京: 中国地图出版社. 2023. ISBN 9787520431699.
3. ↑   (PDF).   [2023-02-18]. （原始内容存档 (PDF)于2023-03-29）.